# 日澄寺 (鴨川市)
日澄寺（にっちょうじ）は、千葉県鴨川市天津にある日蓮宗の寺院。山号は明星山。旧本山は小湊誕生寺、潮師法縁。日蓮宗宗門史跡。境内には工藤吉隆の墓所がある。

## 歴史
- 文永元年（1264年）の小松原法難で立正大師日蓮の救出に駆け付け殉教した天津領主工藤左近将監吉隆（妙隆院日玉）の旧邸に、弘安5年（1282年）子の刑部阿闍梨長栄坊日隆が父の菩提供養に日蓮を開山に建立した持仏堂が起源。

## 参考資料
- 日蓮宗寺院大鑑編集委員会『宗祖第七百遠忌記念出版 日蓮宗寺院大鑑』大本山池上本門寺 (1981年)
- 市川智康『日蓮聖人の歩まれた道』水書房

## 関連資料
- 四恩鈔　日蓮が工藤吉隆に宛てた手紙。